# Secured by Design
Secured by Design (o SBD) és el nom que rep una iniciativa de prevenció del crim de l'Association of Chief Police Officers del Regne Unit iniciada el 1989 i després reactivada el 1999 en tot el territori nacional. Es basa en els principis que anomenen designing out crime, o "deslliurar-se del crim a través del disseny arquitectònic", en referència a les polítiques de l'espai defensable. El Primer Ministre, la unitat de Reducció del Crim del Ministeri de l'Interior, el DETR i els municipis donen suport a aquest iniciativa, a més de rebre ajudes financeres de cambres de comerç i indústria.
El nom del projecte inclou un seguit de projectes de la policia nacional interrelacionats entre ells que fan referència al disseny estratègic de seguretat d'habitatges de nova construcció i renovats, o en àmbits comercials, i paral·lelament a altres operacions de prevenció policial.
En primer terme es tracta d'una iniciativa dirigida a les immobiliàries per adaptar-se a mesures i polítiques de prevenció de la criminalitat, per tal de fer els actes delictius més difícils de dur a terme, de dissuadir als delinqüents, i de crear entorns urbans més segurs. Secured by Design és una política que segueix un dels objectius de planificació principals del govern britànic, l'aposta per la seguretat amb èmfasi especial en l'àmbit privat.
A les empreses que apliquen aquest tipus de mesures se'ls atorga l'estatus d'empresa llicenciada per Secured by Design. Entre aquestes 480 empreses que conformen la seva base privada, es troben fabricants de portes i finestres que augmentin la seguretat, amb el segell de la policia de Police Preferred Specification, o "producte recomanat per la policia".
Tanmateix, les iniciatives de SBD no garanteixen en cap cas que una zona residencial serà impenetrable al delicte. Allò que indica aquest segell és que els habitatges han estat dissenyats segons un procés de disseny i seguretat, i supervisats per la policia i agències privades.